# 华盛顿海军条约
《华盛顿海军条约》（英語：Washington Naval Treaty）（《五國關於限制海军军备条约》）（英語：Five-Power Treaty）是于1922年2月6日由第一次世界大战中的五个主要战胜国美、英、法、意、日在华盛顿签订的关于限制海军军备的条约。与会各方在华盛顿会议上商讨条约内容，随后，条约由五国政府签署生效。条约限制了各签署国建造的战列舰、战列巡洋舰（两者统称为主力舰）和航空母舰的总吨位。其他类型的船只，如巡洋舰、驱逐舰和潜艇由于不属于主力舰，因此其吨位不被计算在内，但其单艘排水量不得超过10000吨。条约最终规定：美、英、日、法、意五國主力艦總噸位之比為5.25：5.25：3.15：1.75：1.75。
条约于1922年2月6日签署，1923年8月17日生效。
其后的一系列海军军备限制会议对战舰的建造做出了进一步的限制。伦敦海军条约和第二次伦敦海军条约进一步修改了华盛顿海军条约中的部分条款。在20世纪30年代中期，日本和意大利宣布退出华盛顿海军条约，之后不久，条约到期失效。
《华盛顿海军条约》签订后，从1922年至1936年15年间，史称“海军假日”时代，而根據規定建造的戰艦稱為條約戰艦。

## 背景
第一次世界大战后，战胜国英国拥有着世界上最大规模的海军，其次是美国、日本、法国和意大利。作为一战战败国的德国，其海军力量公海舰队被英国皇家海军所扣押。英国及其盟友在如何处理这些德国舰船这一问题上产生了分歧。法国和意大利认为，公海舰队中的舰船应被各战胜国瓜分，而英国及美国则认为这些舰船应该被销毁。正在各方争执之时，德国船员自行凿沉了公海舰队中的大多数舰船，即公海舰队自沉事件。这一消息震惊了法国和意大利，它们认为英国监管不力，而英国则辩解称当时用于守卫扣押船只的舰队正在进行演习。尽管战胜国内部争论不休，它们还是共同谴责了德国的行为，并且也没有有力的证据证明英国曾在沉船事件上给予过德国任何帮助。沉船事件发生后不久签署的凡尔赛条约对新成立的德国政府建造和维护的军舰的大小和数量进行了严格限制。
美国、英国、法国、日本和意大利虽然在第一次世界大战中为盟友，但在德国的威胁不复存在后，昔日战胜国之间的海军军备竞赛在大战结束后的数年内迅速展开。伍德罗·威尔逊政府提出了从1916年到1919年美国海军扩军计划，这一计划完全实施后，美国海军将会一个拥有多达50艘战列舰的庞大舰队。
作为回应对美扩建计划的回应，日本国会最终批准建造一批新的军舰，以使日本海军能够实现其“八八舰队”计划，这一计划旨在建设一个拥有八艘现代战列舰和八艘战列巡洋舰的舰队。随后不久，日本开始建造计划之中的四艘战列舰和四艘战列巡洋舰，它们的规模和火力都比以前的同类舰船大得多。
1921年，英国海军也计划建造四艘战列舰和四艘战列巡洋舰，并在随后的一年里计划再建造四艘战列舰。
美国公众并不欢迎新一轮的军备竞赛。美国国会不同意威尔逊1919年的海军扩张计划，在1920年美国总统选举期间，美国政府恢复了战前所奉行的不干涉主义，对继续进行海军扩张的热情不高。而英国也无法负担建造战舰的高昂成本。
在1921年后期，美国政府注意到英国正在计划召开一次会议，旨在讨论太平洋和远东地区的战略局势和相应的对策。出于先发制人的考虑和迎合国内对召开一次全球裁军会议的需求，哈定政府在1921年11月召开了华盛顿会议。该会议通过了华盛顿条约、关于日本的四国公约和关于中国的九国公约。

## 谈判
在1921年11月21日举行的第一次全体会议上，时任美国国务卿休斯代表美国提出了本国的主张。他声称：“裁减军备的方式就是裁减军备”（The way to disarm is to disarm）。这一雄心勃勃的口号得到了公众的热烈支持，并可能在一定程度上缩短了会议的时间，同时也确保了他的建议在很大程度上能得到各国的采纳。他随后提出以下建议：
- 十年之内不得建造新的主力舰（战列舰和巡洋舰），各国正在建造的主力舰也应立刻停止建造。
- 英国、美国、日本、法国和意大利分别以5：5：3：1.75：1.75的主力舰总吨位比来报废现有的或中止计划建造的主力舰。

### 主力舰
有关限制主力舰建造的想法得到了英国代表团的支持，但却在英国国内引发了争议。若限制得以严格施行，英国将无法在北海、地中海和远东同时拥有足够的舰队。这激起了皇家海军部分军官的反对。然而，英国还是充足的理由来支持这一限制： 英国认为与美国开战的可能性仅在理论上存在，因为两个英语国家之间的政策差异很小。在英国及其统治地区，巨大的海军支出也不受公众欢迎。 此外，第一次世界大战后的经济衰退也使得英国无力再支持庞大的海军。
日本代表团在这一问题上与英美两国产生了分歧。日本当时的海军学说认为，为了在未来与美国可能发生的战争中取胜，日本必须至少维持一个总吨位为美国七成的舰队。日本人设想了两次与美国舰队的单独交战，首先是与美国太平洋舰队的交战，然后是与美国大西洋舰队的交战。他们估算，在与太平洋舰队的交战中美国与日本舰队若能维持总吨位7：5的比例，日本将有较大的可能胜利，并在随后的交战中占据优势，因此5：3的比例对于他们而言是不够的。尽管如此，日本代表团团长加藤友三郎还是更倾向于接受后者，不愿与美国进行军备竞赛。因为在谈判开始时，日本的GDP仅有美国的18%而主力舰的总吨位卻為美国的55%，两国工业实力的巨大差距将导致日本在军备竞赛中处于劣势并可能对本国经济造成打击，进而引发经济危机。

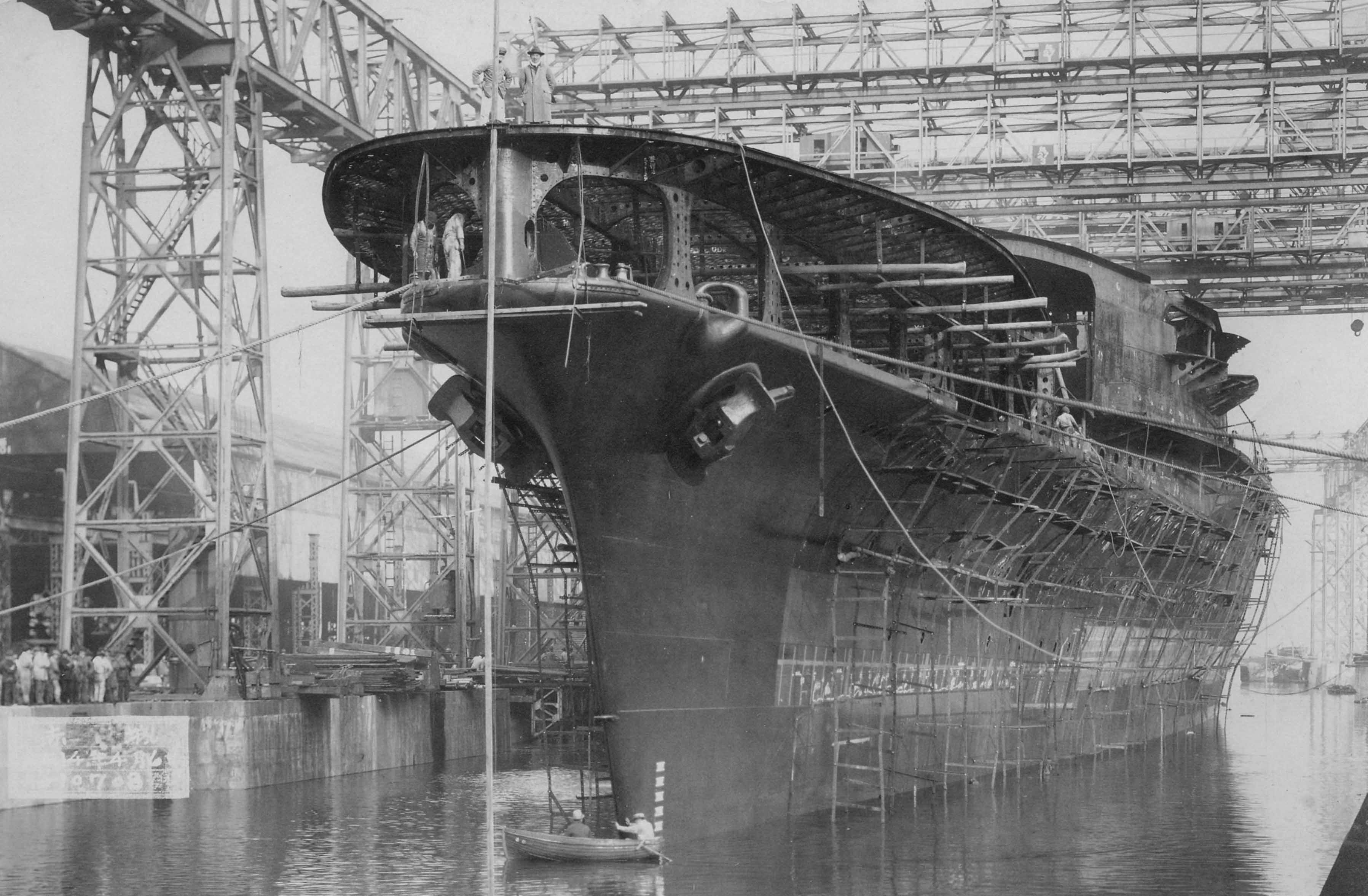
赤城号（一艘被改造为航空母舰的前战列巡洋舰)正在接受改造，1925年四月。

加藤友三郎的看法受到代表团首席海军顾问加藤宽治的强烈反对。加藤宽治当时也是海军大学校的校长，他同时也提出了“大海军”的理念，该理念认为，若美国陷入与日本的战争，凭借美国的工业实力，美国可以快速建造数量庞大的军舰用以对抗日本。在他看来，日本与美国必有一战，因此日本应尽可能为对美战争做好准备，建造足够多的军舰。
尽管困难重重，加藤友三郎仍设法说服了日本政府接受休斯的提议。但在日本海军内部，这一提议仍引发了数年的争论。
法国代表团最初并不同意将其主力舰吨位限制在17.5万吨的提议，他们要求将限制提高至35万吨，略高于日本。最后，英美在巡洋舰和潜艇上的让步说服了法国人同意限制使用主力舰。另一方面，法国代表认为意大利不应该拥有和法国一样多的主力舰配额。但是，美国和英国代表团的压力最终仍迫使法国同意了这一安排。 意大利政府认为这是巨大的成功，但实际上凭借意大利当时的工业水平，他们几乎不可能用尽配额。
在讨论各国总吨位限制的同时，有关个别战舰是否应该保留的讨论也值得注意。尤其是日本代表团一直试图保留建成不久的陆奥号战列舰，他们称陆奥号已经建成，并且日本国民对这一战舰抱有极大的热情，甚至有学童为陆奥号的建造捐款。在这一番说辞和日方对英美调查团的干扰下，英美最终同意了日本保留陆奥号。

### 巡洋舰与驱逐舰

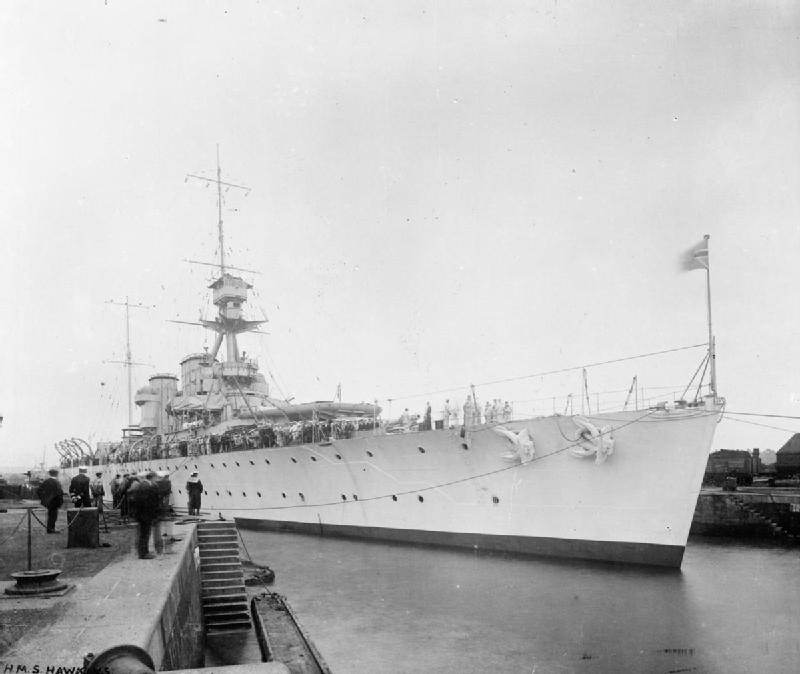
英国皇家海军霍金斯级重巡洋舰首舰霍金斯号停泊在码头内，可能拍摄于战间期。

休斯也提议巡洋舰和驱逐舰的总吨位比例应与主力舰相同。但是英国和法国都表示无法接受。英国的反提案中称考虑到英国已经承诺限制主力舰的建造，因而英国有权获得45万吨的巡洋舰和驱逐舰配额，而美国和日本应只分配有30万吨和25万吨，这一反提案也同样不被其他国家接受。因此，各国限制巡洋舰总吨位或数量的想法被完全放弃了。
虽然限制总吨位和建造数量的想法无法实现，英国还是提议对未来的巡洋舰建造进行一些限制。英国提议巡洋舰的最大排水量为10000吨且主炮口径不得超过8英寸，这恰好是英国霍金森级巡洋舰的设计规格。英国的提案恰好迎合了美国对太平洋舰队巡洋舰的要求，日本设计的古鹰级重巡洋舰也在这一提议的限制之类。因此该提案被顺利通过。

### 潜艇
谈判期间英国的主要诉求之一是彻底禁止各国使用潜艇，这在可能发生的战争中对他们十分有利。但是，事实证明这是不可能的。法国也强烈反对这一提案，不仅如此，法国还要求给予他们90000吨潜水艇总吨位的配额。因此各国最终没有在限制潜水艇的协议上达成一致。

### 太平洋军事基地
条约的第十九条禁止英国，日本和美国在太平洋地区建造任何新的防御工事或海军基地。而美国被允许保留在新加坡，菲律宾和夏威夷的现有防御工事和军事基地。对于日本来说，这是一次重大胜利，因为如果将来发生任何战争，新建立的英美军事基地将对日本造成严重威胁。此条规定从根本上确立了日本在西太平洋的主要军事大国的地位，同样也成为了各国说服日本限制建造主力舰的筹码之一。

## 条款
| 舰船总吨位限制 |                             |                             |
| 国家           | 主力舰吨位                  | 航空母舰吨位                |
| 英国           | 525,000 长吨 (533,000 公吨) | 135,000 长吨 (137,000 公吨) |
| 美国           | 525,000 长吨 (533,000 公吨) | 135,000 长吨 (137,000 公吨) |
| 日本           | 315,000 长吨 (320,000 公吨) | 81,000 长吨 (82,000 公吨)   |
| 法国           | 175,000 长吨 (178,000 公吨) | 60,000 长吨 (61,000 公吨)   |
| 意大利         | 175,000 长吨 (178,000 公吨) | 60,000 长吨 (61,000 公吨)   |

條約第一章規範簽約國主力艦、航空母艦及其他作戰艦艇的建造限制。
- 第二條規定簽約國除了條約中允許保留的主力艦外，其餘無論建造完工與否皆需廢棄。
- 第三條限制簽約國不得建造新的主力艦，除非依據條約規範的方式來建造替換主力艦。
- 第四條限制英國，美國，日本，法國和意大利主力艦總噸位為525000噸：525000噸：315000噸：175000噸：175000噸。
- 第五條和第六條限制簽約國主力艦噸位不得超過35000噸，火炮口徑不得大於16英吋(406公釐)。
- 第七條限制英國，美國，日本，法國和意大利航空母艦總噸位為135000噸：135000噸：81000噸：60000噸：60000噸。
- 第九條限制簽約國不得建造超過27000噸的航空母艦。但在不超過航母總噸位限制下，允許建造兩艘不超過33000噸的航空母艦，且這兩艘航空母艦允許由廢棄的主力艦改裝而來。
- 第十條限制簽約國航空母艦火炮口徑不得大於8英吋(203公釐)，且6英吋(155公釐)以上火炮不得超過10門。
- 第十一條和第十二條限制簽約國不得建造10000噸以上或火炮口徑大於8英吋(203公釐)的作戰艦艇，主力艦和航空母艦除外。
- 第十九條限制英國，美國，日本在太平洋島嶼上不得新增、擴建或加強海軍基地和岸防設施。

條約第二章定義表列各簽約國可保留的主力艦和替換年限，規範主力艦的廢棄與替換方式，以及定義何謂主力艦、航空母艦和標準排水量。
- 其他軍艦：排水量超過10000噸或火炮口徑大於8英吋(203公釐)的作戰艦艇，且不是航空母艦。
- 航空母艦：排水量超過10000噸，搭載飛機且供飛機由此起降的作戰艦艇。
- 標準排水量：船艦建造完畢後搭載航行時所需人員、燃料、武器、彈藥、淡水等所有人員所需物資。本條約之噸，除特別記載為公噸外，其餘皆為折合2240磅之英噸(1016公斤)。

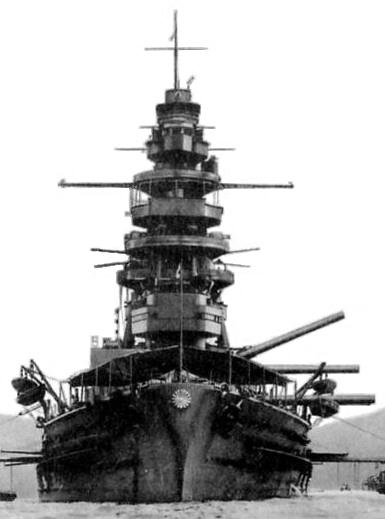
华盛顿条约时代七大战列舰之一，同時也是炮管口徑最大的戰艦 ——长门級

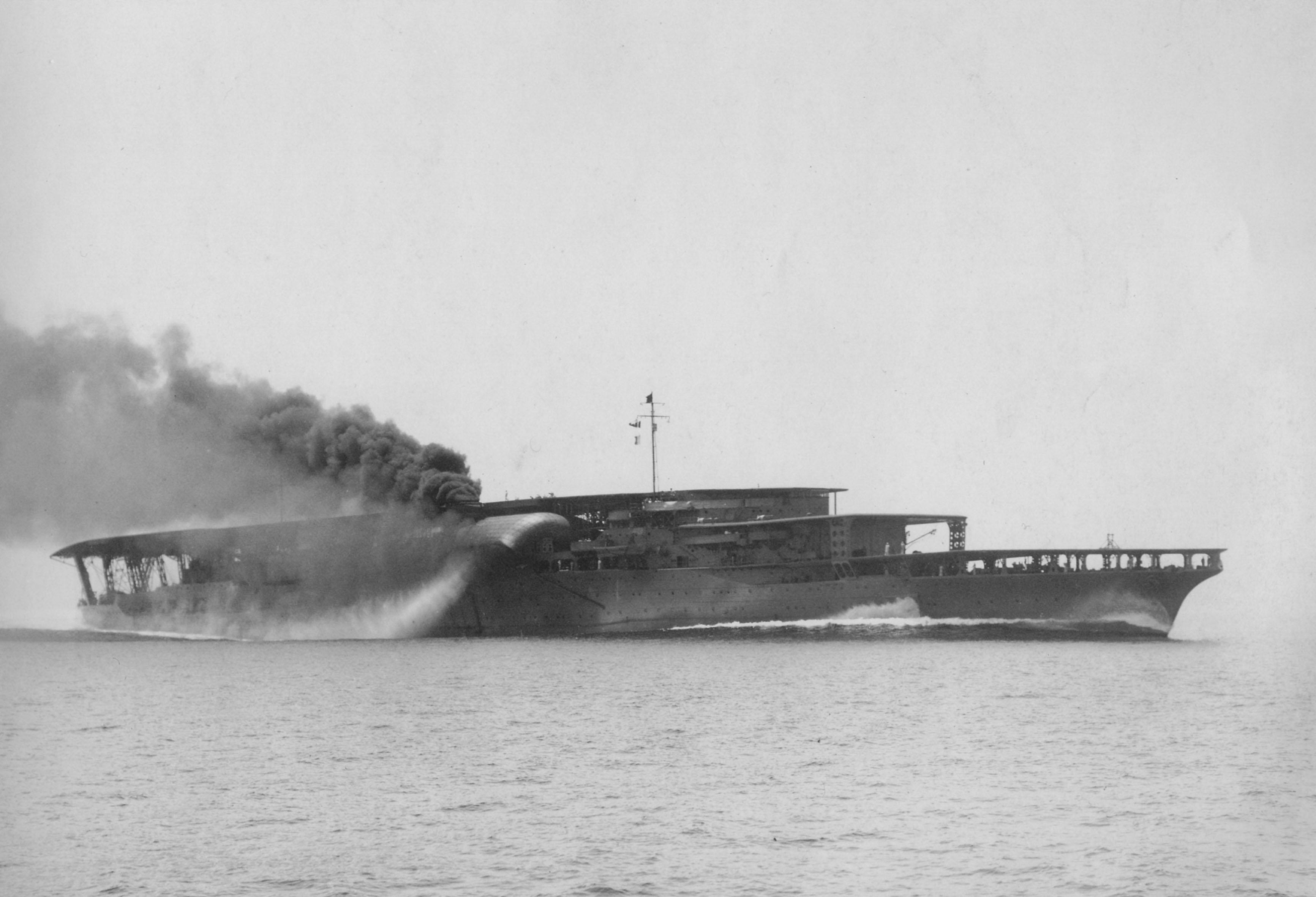
受条约影响而改装成航母的赤城号

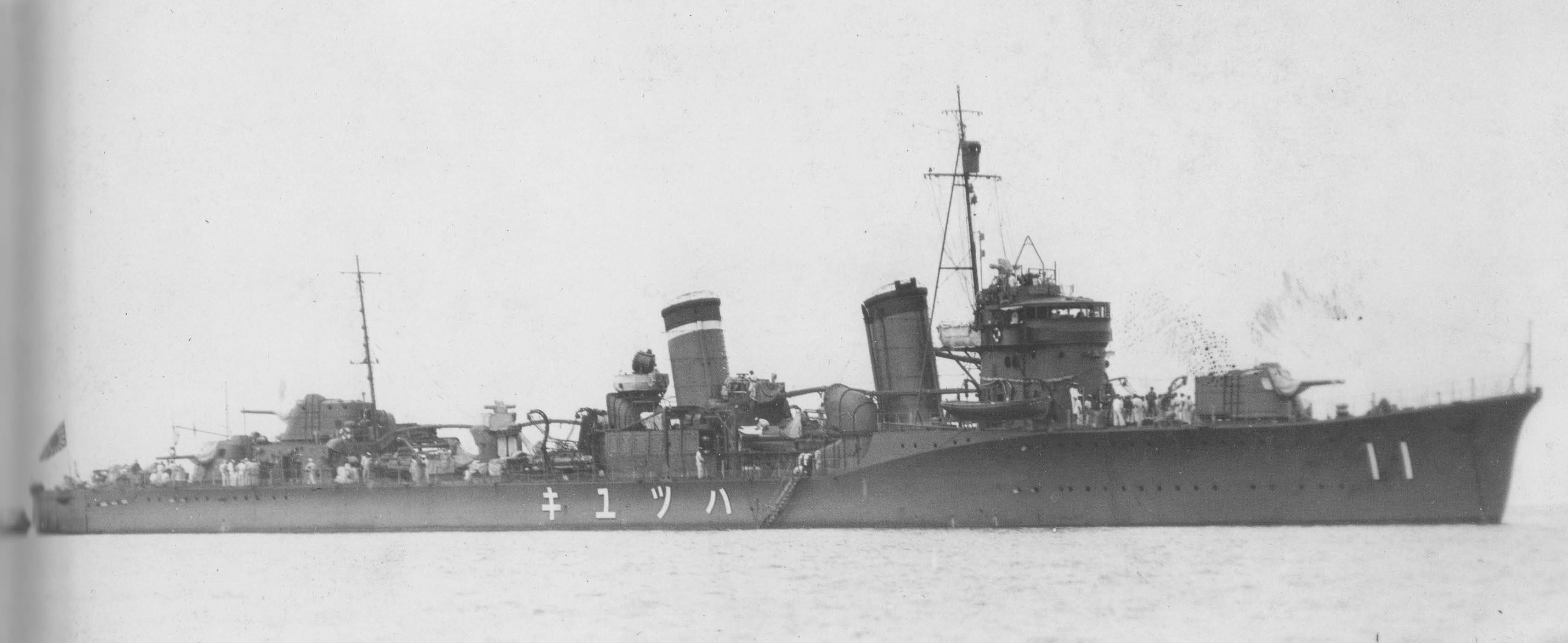
日本在條約下建造的吹雪型驅逐艦

## 條約允許保留的主力艦

### 英國
- 復仇級戰艦
  - 復仇號、皇家橡樹號、君權號、決心號、拉米利斯號
- 伊莉莎白女王級戰艦
  - 伊莉莎白女王號、厭戰號、英勇號、巴漢號、馬來亞號
- 鐵公爵級戰艦
  - 鐵公爵號、馬爾波羅號、本鮑號、印度皇帝號
- 英王喬治五世級戰艦（1911年）
  - 英王喬治五世號、百夫長號、大膽號、埃傑克斯號
- 俄里翁級戰艦
  - 俄里翁號、君主號、征服者號、雷神號
- 海軍上將級戰鬥巡洋艦
  - 胡德號
- 聲望級戰鬥巡洋艦
  - 聲望號、反擊號
- 虎級戰鬥巡洋艦
  - 虎號

除此之外，英國還能建造兩艘分別不超過35000噸的主力艦。當該艦建造完成後，俄里翁級戰列艦的俄里翁號、君主號、征服者號、雷神號依照條約規定解體。順帶一提，由於條約中第十二條對於口徑的限制，使得M級潛艇三號艦改造成佈雷艇；二號艦則將305毫米艦炮的砲塔改裝成機艙，艦種變成航空潛艦；一號艦則因為在戰爭結束前完工，得以保留。

### 美國
- 科羅拉多級戰列艦
  - 馬里蘭號
- 田納西級戰列艦
  - 田納西號、加利福尼亞號
- 新墨西哥級戰列艦
  - 新墨西哥號、密西西比號、愛達荷號
- 賓夕法尼亞級戰列艦
  - 賓夕法尼亞號、亞利桑那號
- 內華達級戰列艦
  - 內華達號、奧克拉荷馬號
- 紐約級戰列艦
  - 紐約號、德克薩斯號
- 懷俄明級戰列艦
  - 懷俄明號、阿肯色號
- 佛羅里達級戰列艦
  - 佛羅里達號、猶他號
- 德拉瓦級戰列艦
  - 德拉瓦號、北達科他號

除此之外，美國還能保留兩艘建造中的科羅拉多級戰列艦。當該艦建造完成後，德拉瓦級戰列艦的德拉瓦號、北達科他號將依照條約規定解體。

### 日本
- 長門級戰列艦
  - 長門號、陸奧號
- 伊勢級戰列艦
  - 伊勢號、日向號
- 扶桑級戰列艦
  - 扶桑號、山城號
- 金剛級戰鬥巡洋艦
  - 金剛號、比叡號、榛名號、霧島號

### 法國
- 布列塔尼級戰艦
  - 布列塔尼號、普羅旺斯號、洛林號
- 孤拔級戰艦
  - 孤拔號、讓·巴爾號、巴黎號、法蘭西號
- 丹東級戰艦
  - 孔多賽號、伏爾泰號、狄德羅號

### 義大利
- 安德烈亞·多里亞級戰艦
  - 安德列·多利亞號、卡約·杜里奧號
- 加富爾伯爵級戰艦
  - 加富爾伯爵號、蓋烏斯·凱薩號、李奧納多·達文西號
- 但丁·阿利吉耶里級戰艦
  - 但丁·阿利吉耶里號
- 埃麗娜王后級戰列艦
  - 埃麗娜王后號、維多利奧·埃曼紐號、羅馬號、那不勒斯號

## 影響
由于该条约的规定而造成各国海军大量裁军，有些建造计划被取消，如日本的土佐號與英國的俄里翁級；有些則改造成航母，如日本的加賀號美國的列星頓級。虽然华盛顿海军条约是为了防止军备竞赛，但在海军假日时期看似平静的表面下暗涛汹涌，各国（除了英國）都在该时期酝酿扩建海军，突破規則。

## 延伸阅读
- Baker, A. D., III. . Warship International. 1989, XXVI (3): 217–255. ISSN 0043-0374.
- Duroselle, Jean-Baptiste, , Harvard University Press, 1963, ISBN 978-0-67432-650-7
- Evans, David & Peattie, Mark, , Annapolis: Naval Institute Press, 1997, ISBN 978-0-87021-192-8.
- Gardiner, Robert & Chesneau, Roger (编). . Annapolis: Naval Institute Press. 1980. ISBN 0-87021-913-8.
- Howarth, Stephen, , Atheneum, 1983, ISBN 978-0-689-11402-1
- Jones, Howard, , Rowman & Littlefield, 2001, ISBN 978-0-8420-2918-6
- Jordan, John, , Seaforth Publishing, 2011, ISBN 978-1-84832-117-5
- Jordan, John & Dumas, Robert. . Barnsley: Seaforth Punblishing. 2009. ISBN 978-1-84832-034-5.
- Kaufman, Robert Gordon, , New York: Columbia University Press, 1990, ISBN 978-0-231-07136-9
- Kennedy, Paul, , London: Macmillan, 1983, ISBN 978-0-333-35094-2
- Marriott, Leo, , Barnsley: Pen & Sword, 2005, ISBN 978-1-84415-188-2
- Paine, S.C.M., , Cambridge & New York: Cambridge, 2017, ISBN 978-1-107-01195-3
- Potter, E (编),  2nd, Annapolis: Naval Institute Press, 1981, ISBN 978-0-87021-607-7
- Limitation of Naval Armament （页面存档备份，存于）, treaty, 1922